# Sloanea billardierei
Espèce
Sloanea billardierei  est une espèce d'arbres endémiques de la Nouvelle-Calédonie.

## Synonymes
Antholoma billardierei Vieill. (basionyme)

## Description
Arbuste de 3 à 4 mètres de haut, avec une seule tige.

## Habitat
Sous-bois de la forêt dense du district de Wagap.